# ティー・オーエンタテインメント
株式会社ティー・オーエンタテインメント（英: T.O Entertainment, Inc.）は、かつて存在した日本のコンテンツ制作会社。T.O Entertainment,Incの完全子会社であった。
主に映画の製作・配給・宣伝・制作を行っていた。

## 歴史
2003年4月に角川書店の社員であった本田武市と柴田維が独立して設立された。同年10月にTOブックスレーベルの『阪神ファンの経済革命』で出版事業を開始。
設立当初は秋田禎信や冲方丁などの作家のエージェント業務を行っていた。
2007年アニメーションの制作で映像制作事業に参入、同年英国に子会社「T.O Entertainment UK Limited.」を設立、2008年韓国支社を設立、2009年シンガポールに子会社「T.O Entertainment Singapore Pte Ltd」を設立、同年ロシア支社「T.O Entertainment RUS LLC」を設立、2010年にロサンゼルスに営業所を設立、2012年1月に米国「T.O Entertainment,Inc（IBI Acquisitions, Inc）」が株式会社ティー・オーエンタテインメントを完全子会社化。
2014年5月に出版事業を「株式会社TOブックス」として分社化。2022年4月、TOブックスがティー・オーエンタテインメントを吸収合併することを決議したが、後に中止となった。
2024年3月5日付で登記記録の閉鎖等（清算の結了等）を理由として解散。

## 映像作品

### 映画
2007年
- 1303号室（製作）

2008年
- キング・オブ・トーキョー・オ・フィウミ（製作：本田武市）

2009年
- ロボゲイシャ（製作）

2010年
- END CALL（製作・配給）
- 正しく忘れる（配給）

2011年
- 津軽百年食堂（制作）
- くノ一忍法帖 影ノ月（製作・制作）
- men’s egg Drummers（制作）
- 子どもたちの夏 チェルノブイリと福島（製作）

2012年
- 冴え冴えてなほ滑稽な月（製作）
- スープ〜生まれ変わりの物語〜（製作）

2013年
- さよならドビュッシー（制作）
- アブダクティ（製作）

2014年
- おー!まい!ごっと!神様からの贈り物（制作）

2016年
- PLAN6 CHANNEL9（製作・配給）

### アニメ
2007年
- 神曲奏界ポリフォニカ
- ストレイト・ジャケット

2008年
- まかでみ・WAっしょい!
- 絶対衝激 〜PLATONIC HEART〜
- 独白するユニバーサル横メルカトル Egg Man

2009年
- うみものがたり 〜あなたがいてくれたコト〜
- ささめきこと

2010年
- バカとテストと召喚獣
- 伝説の勇者の伝説
- えむえむっ!
- ドグラ・マグラ
- 劇場版“文学少女”（製作）

2011年
- バカとテストと召喚獣 〜祭〜
- バカとテストと召喚獣にっ!
- フリージング
- 真剣で私に恋しなさい!!

2012年
- ゼロの使い魔F
- ドラゴンエイジ -ブラッドメイジの聖戦-（製作、配給）
- Mass Effect: Paragon Lost
- だから僕は、Hができない。
- 織田信奈の野望
- 黄昏乙女×アムネジア